# Пойнцпас
Пойнцпас (на ирландски: Pas an Phointe; на английски: Poyntzpass) е село в югоизточната част на Северна Ирландия. Разположен е в район Арма на графство Арма на около 50 km югозападно от столицата Белфаст. Има жп гара по линията Белфаст-Нюри. Населението му е 614 жители според данни от преброяването през 2011 г.